# Guignol's band (Novela)
Guignol's Band es una novela de 1944 del escritor francés Louis-Ferdinand Céline . Ambientada a mediados de la década de 1910, la narrativa gira en torno a Ferdinand, un veterano francés inválido de la Primera Guerra Mundial que vive exiliado en Londres, ciudad donde lleva a cabo sus pequeños negocios e interacciones con prostitutas. 
A esta novela le sigue una secuela, Le pont de Londres, publicada póstumamente en 1964, inédita aún en español. 

## Proceso de escritura
Louis-Ferdinand Céline pasó varios meses en Londres después de una lesión en la Primera Guerra Mundial, y esta la novela contiene algunos elementos autobiográficos de esa época.  Merlin Thomas escribió en la biografía sobre Céline: "En la cronología de la vida de Céline vista a través de las novelas, Guignol's Band debería ser una inserción masiva en Voyage, inmediatamente antes de la sección africana de ese trabajo".

## Publicación
La novela fue publicada por primera vez por Éditions Denoël en abril de 1944 y recibió muy poca atención; Céline era muy impopular en ese momento debido a su abierta postura antisemita mientras la Segunda Guerra Mundial estaba llevándose a cabo. La novela fue reeditada por Éditions Gallimard en 1952, pero nuevaemente no recibió mucha atención. En 1954 se publicó en inglés.